# Wohnen in Russland
Der Wohnungsbau in Russland spiegelt die Geschichte, Geographie und Traditionen des Landes wider. Laut dem Russischen Zentrum für öffentliche Meinungsforschung aus dem Jahr 2020 leben 65 Prozent der Russen in Wohnungen, 31 Prozent in einem Privathaus und 4 Prozent in Wohnheimen. Der Anteil der Russen, die eine Wohnung oder ein Haus besitzen, ist relativ hoch und beträgt etwa 54 Prozent. Etwa 11 Prozent wohnen in Mietwohnungen. Der Rest lebt bei Verwandten oder Freunden.

## Jüngste Geschichte
Der Boom im privaten Wohnungsbau begann in den 1990er Jahren und hält noch immer an. Die meisten Privathäuser werden in den Vororten großer Städte gebaut. Die Erlangung einer Baugenehmigung ist recht einfach und die Bauvorschriften für Privathäuser sind recht großzügig. Das Haus darf nicht höher als 20 Meter sein und nicht mehr als 3 Etagen haben. Es sollte mindestens 5 Meter von der Grundstücksgrenze entfernt sein. Backsteinhäuser sind in den zentralen und südlichen Regionen häufiger anzutreffen, während im Norden Holzhäuser dominieren.
Für ausländische Staatsbürger gibt es keine rechtlichen Beschränkungen für den Besitz einer Immobilie in Russland, mit Ausnahme des Besitzes landwirtschaftlicher Flächen und Grundstücke in der Staatsgrenzzone.
Im Jahr 2019 betrug der durchschnittliche Preis für einen Quadratmeter in einer neuen Wohnung 64.000 Rubel.
Die Human Rights Measurement Initiative kommt zu dem Schluss, dass Russland 71,7 % dessen erfüllt, was es in Bezug auf das Recht auf Wohnraum erfüllen sollte, basierend auf seinem Einkommensniveau.

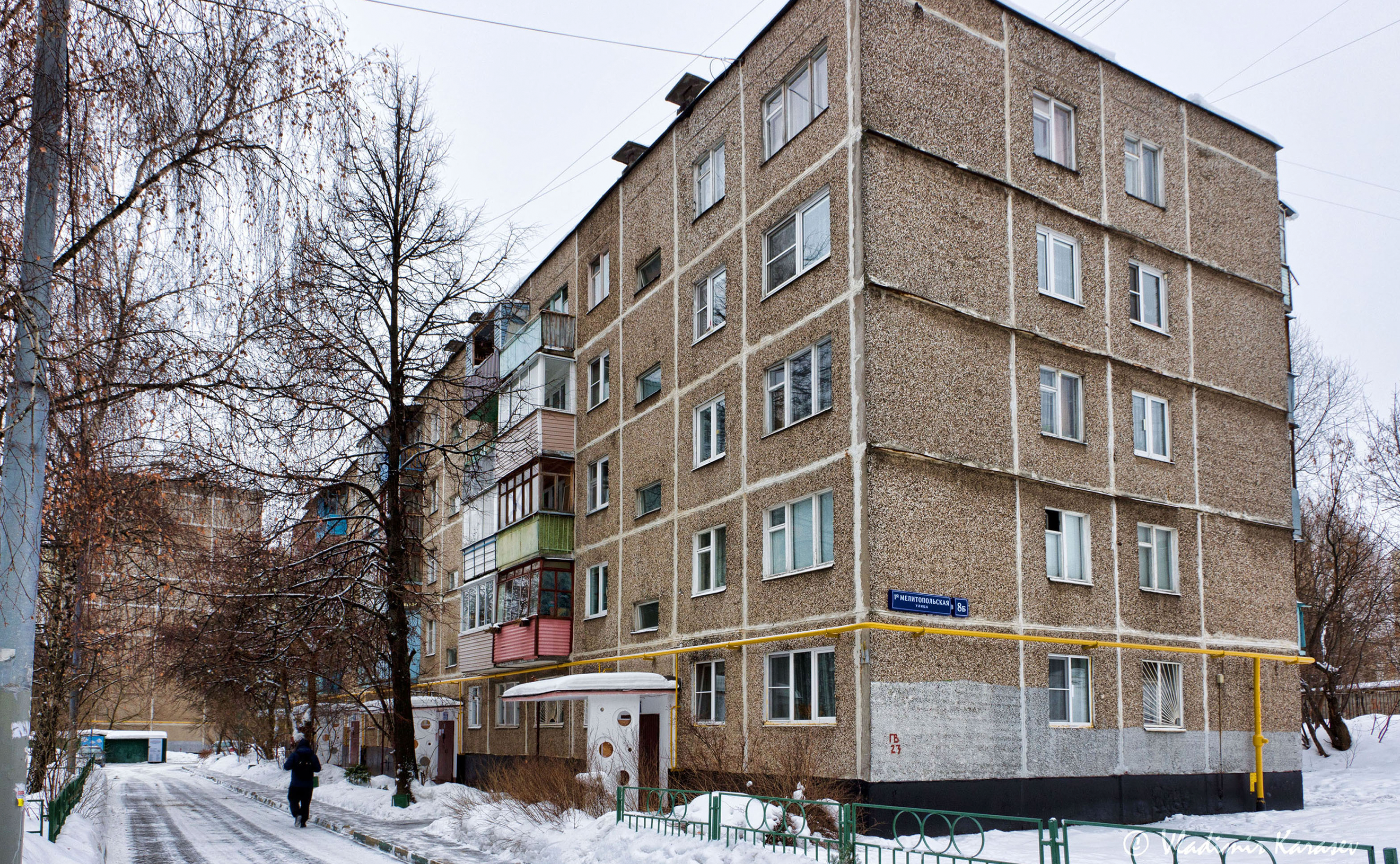
Eine typische Chruschtschowka in Moskau

In Russland gibt es mehrere Haupttypen von Wohnblöcken. Eine Chruschtschowka ist wahrscheinlich der beliebteste Typ. In der Regel handelt es sich um ein 4- oder 5-stöckiges Mehrfamilienhaus aus Beton oder Backstein mit bekanntermaßen kleinen Wohnungen, das in den 1960er und 1970er Jahren aufwändig gebaut wurde, um das Wohnungsproblem zu lösen. Gebäude aus der Stalinzeit (Stalinka) aus den 1930er bis 1950er Jahren sind normalerweise größer und komfortabler, viele von ihnen erfordern jedoch eine umfassende Renovierung. Ein weiterer Typ von Wohnblöcken ist Breschnewka, der größtenteils in den 1970er und 1980er Jahren gebaut wurde. Die Wohnungen dort sind etwas größer und die Gebäude selbst sind 9 bis 16 Stockwerke hoch. Schließlich führte der Immobilienboom in den 2000er Jahren zum groß angelegten Bau neuer Wohngebäude von der Economy- bis zur Premiumklasse, basierend sowohl auf verbesserten sowjetischen Projekten als auch auf neuen ursprünglichen Entscheidungen.
Eine typische russische Wohnung verfügt über eine Küche, eine Toilette, manchmal einen Balkon und ein bis drei Zimmer. Im Gegensatz zu vielen anderen Ländern zählen Russen bei der Beschreibung einer Wohnung alle Zimmer und nicht nur die Schlafzimmer. Es ist gängige Praxis, nur eine Toilette in der Wohnung zu haben, obwohl moderne Wohnungen möglicherweise über mehr Toiletten und Räume verfügen.